# Per Georg Scheutz
Per Georg Scheutz (23 de setembre de 1785 — 22 de maig de 1873) va ser un advocat, traductor i inventor suec del segle xix. És conegut principalment per les seues tasques pioneres en informàtica.
Estudià dret a la universitat de Lund, on es va graduar el 1805. Els primers anys va treballar d'expert legal i de traductor (de fet, s'encarregà de part de l'obra de William Shakespeare). Posteriorment se centrà principalment en la política i l'enginyeria industrial.
Scheutz és reconegut per les seues invencions, de les quals la més destacada és la màquina de càlcul de Scheutz. Aquesta màquina, basada en la màquina diferencial de Charles Babbage, va ser ideada el 1837 i acabada el 1843 amb l'ajuda del seu fill Edvard Raphael Scheutz. Un model millorat, aproximadament de la grandària d'un piano, va ser creat el 1853 i mostrat posteriorment a la fira mundial de París de 1855, on va guanyar la medalla d'or. La màquina va ser després venuda al govern britànic el 1859. Ja el 1860 va crear una altra màquina que va vendre als Estats Units. Els dispositius van ser utilitzats per a crear les taules logarítmiques.
Ja que la màquina no era perfecta i no podia produir taules completes, Martin Wiberg la redissenyà per complet i el 1875 va crear un dispositiu compacte que ja imprimia les taules completes.